# Santana do Acaraú
Santana do Acaraú is een gemeente in de Braziliaanse deelstaat Ceará. De gemeente telt 30.410 inwoners (schatting 2009).